# Senijad Ibričić
Senijad Ibričić (Kotor Varoš, 1985. szeptember 26. –) bosnyák válogatott labdarúgó, jelenleg a Kayseri Erciyesspor középpályása.

## Fordítás
Ez a szócikk részben vagy egészben  a   Senijad Ibričić című angol Wikipédia-szócikk fordításán alapul.  Az eredeti cikk szerkesztőit annak laptörténete sorolja fel. Ez a jelzés csupán a megfogalmazás eredetét és a szerzői jogokat jelzi, nem szolgál a cikkben szereplő információk forrásmegjelöléseként.